# Edward Lloyd (Politiker, 1744)
Edward Lloyd IV (* 15. Dezember 1744 im Talbot County, Province of Maryland; † 8. Juli 1796 ebenda) war ein US-amerikanischer Politiker. In den Jahren 1783 und 1784 war er Delegierter für Maryland im Kontinentalkongress.

## Werdegang
Edward Lloyd war der Vater des gleichnamigen Edward Lloyd (1779–1834), der Gouverneur von Maryland wurde und diesen Staat in beiden Kammern des US-Kongresses vertrat. Er wurde auf der Plantage Wye House im Talbot County geboren und besuchte die öffentlichen Schulen seiner Heimat. Später betätigte er sich als Pflanzer. Zwischen 1771 und 1774 saß er im kolonialen Abgeordnetenhaus von Maryland. In den 1770er Jahren schloss er sich der Revolutionsbewegung an. 1775 wurde er Mitglied im lokalen Sicherheitsausschuss und 1776 im Provinzialkongress seiner Heimat. Von 1777 bis 1779 gehörte er dem Regierungsrat seines Staates (Executive Council) an, im Jahr 1780 dann dem Abgeordnetenhaus von Maryland. In den Jahren 1781, 1786, und 1791 saß er im Staatssenat. Außerdem vertrat er Maryland in den Jahren 1783 und 1784 im Kontinentalkongress. Im Jahr 1788 war er auch Mitglied der Versammlung, die die Verfassung der Vereinigten Staaten für Maryland ratifizierte. Edward Lloyd starb am 8. Juli 1796 auf seiner Plantage Wye House.
Lloyd gehörte einer Politiker-Dynastie in Maryland an. Stammvater war Edward Lloyd II (1670–1718), der von 1709 bis 1714 Kolonialgouverneur der Province of Maryland war. Sein Sohn Edward Lloyd III (1711–1770) war der Vater von Edward Lloyd IV (1744–1796). Dieser war 1783–84 Delegierter für Maryland im Kontinentalkongress. Dessen Sohn Edward Lloyd V (1779–1834), also der Urenkel des Kolonialgouverneurs, war zwischen 1809 und 1811 Gouverneur des US-Bundesstaates Maryland. Schließlich war dessen Enkel Henry Lloyd (1852–1920) von 1885 bis 1888 ebenfalls Gouverneur von Maryland. Diese Reihe umfasst damit sechs Generationen.